# WWE Vengeance
Vengeance er et pay-per-view-show inden for wrestling produceret af World Wrestling Entertainment. Det er ét af organisationens månedlige shows og blev i 2001 afholdt i december, men blev fra 2002 til 2007 afholdt i enten juni eller juli. I 2011 blev Vengeance afholdt i oktober efter et par års pause. 
Showet startede i december 2001 som erstatning for WWE's Armageddon under navnet "Vengeance" (på dansk: hævn), fordi navnet "armageddon" var et for følsomt navn så kort tid efter terrorangrebene 11. september 2001. I 2002 erstattede Vengeance i stedet for WWE's Fully Loaded og blev et fast pay-per-view-show i sommermånederne. 
I forbindelse med WWE's brand extension blev showet gjort eksklusivt til SmackDown-brandet i 2003, mens det i perioden fra 2004 til 2006 var eksklusivt til RAW-brandet. Siden 2007 har alle WWE's pay-per-view-shows været "tri-branded", hvilket betyder, at wrestlere fra alle tre brands (RAW, SmackDown og tidligere også ECW) deltager i organisationens shows. 
I 2007 blev showet kaldt for Vengeance: Night of Champions, fordi alle WWE's daværende ni titler blev forsvaret i showet denne aften. I de efterfølgende år droppede WWE helt navnet Vengeance, og showet blev promoveret som Night of Champions. I 2011 genopstod Vengeance dog under sit eget navn, mens Night of Champions fortsatte som et selvstændigt pay-per-view-show.  

## Main events
| År        | Main event                                                                                              | Titel                              |
| --------- | --- | ---------------------------------- |
| 2001      | Chris Jericho vs. Steve Austin                                                                          | WWE Undisputed Championship        |
| 2002      | The Undertaker vs. The Rock vs. Kurt Angle                                                              | WWE Undisputed Championship        |
| 2003      | Brock Lesnar vs. Kurt Angle vs. Big Show                                                                | WWE Championship                   |
| 2004      | Chris Jericho vs. Triple H                                                                              | WWE World Heavyweight Championship |
| 2005      | Batista vs. Triple H                                                                                    | WWE World Heavyweight Championship |
| 2006      | D-Generation X (Triple H og Shawn Michaels) vs. The Spirit Squad (Kenny, Johnny, Mitch, Nicky og Mikey) |                                    |
| 2007      | John Cena vs. Mick Foley vs. King Booker vs. Bobby Lashley vs. Randy Orton                              | WWE Championship                   |
| 2008-2010 | Ikke afholdt - se Night of Champions                                                                    |                                    |
| 2011      | Alberto Del Rio vs. John Cena                                                                           | WWE Championship                   |

## Resultater

### 2011
WWE Vengeance 2011 blev afholdt d. 23. oktober 2011 fra AT&T Center i San Antonio, Texas.
- WWE Tag Team Championship: Air Boom (Evan Bourne & Kofi Kingston) besejrede Jack Swagger og Dolph Ziggler (med Vickie Guerrero)
- WWE United States Championship: Dolph Ziggler (med Jack Swagger og Vickie Guerrero) besejrede Zack Ryder
- WWE Divas Championship: Beth Phoenix besejrede Eve Torres
- Sheamus besejrede Christian
- The Miz og R-Truth besejrede Triple H og CM Punk
- Randy Orton besejrede Cody Rhodes
- WWE World Heavyweight Championship: Mark Henry og Big Show kæmpede uafgjort
- WWE Championship: Alberto Del Rio (med Ricardo Rodriguez) besejrede John Cena i en last man standing match